# Box-office Corée du Sud 2022

## Les millionnaires
| Class. | Titre                                                | Pays                                            | Réalisateur           | Box-Office Corée du Sud |
| ------ | ---------------------------------------------------- | ----------------------------------------------- | --------------------- | ----------------------- |
| 1      | The Roundup                                          | Drapeau de la Corée du Sud                      | Lee Sang-yong         | 12 693 302              |
| 2      | Avatar : La Voie de l'eau                            | Drapeau des États-Unis                          | James Cameron         | 10 679 522              |
| 3      | Top Gun: Maverick                                    | Drapeau des États-Unis                          | Joseph Kosinski       | 8 177 446               |
| 4      | Hansan : La Bataille du dragon                       | Drapeau de la Corée du Sud                      | Kim Han-min           | 7 264 934               |
| 5      | Confidential Assignment 2: International (en)        | Drapeau de la Corée du Sud                      | Lee Seok-hoon         | 6 982 840               |
| 6      | Doctor Strange in the Multiverse of Madness          | Drapeau des États-Unis                          | Sam Raimi             | 5 884 587               |
| 7      | Hunt                                                 | Drapeau de la Corée du Sud                      | Lee Jeong-jae         | 4 352 390               |
| 8      | The Night Owl                                        | Drapeau de la Corée du Sud                      | Ahn Tae-jin           | 3 222 766               |
| 9      | Hero (en)                                            | Drapeau de la Corée du Sud                      | Yoon Je-kyoon         | 3 199 535               |
| 10     | Jurassic World : Le Monde d'après                    | Drapeau des États-Unis                          | Colin Trevorrow       | 2 837 410               |
| 11     | The Witch: Part 2. The Other One                     | Drapeau de la Corée du Sud                      | Destin Daniel Cretton | 1 740 871               |
| 12     | Thor: Love and Thunder                               | Drapeau des États-Unis                          | Taika Waititi         | 2 716 306               |
| 13     | Les Minions 2 : Il était une fois Gru                | Drapeau des États-Unis                          | Kyle Balda            | 2 269 024               |
| 14     | Black Panther: Wakanda Forever                       | Drapeau des États-Unis                          | Ryan Coogler          | 2 105 644               |
| 15     | Défense d'atterrir                                   | Drapeau de la Corée du Sud                      | Han Jae-rim           | 2 058 869               |
| 16     | 6/45 (en)                                            | Drapeau de la Corée du Sud                      | Park Gyoo-tae         | 1 980 769               |
| 17     | Decision to Leave                                    | Drapeau de la Corée du Sud                      | Park Chan-wook        | 1 893 954               |
| 18     | Alienoid : Les Protecteurs du futur                  | Drapeau de la Corée du Sud                      | Choi Dong-hoon        | 1 539 362               |
| 19     | The Pirates : À nous le trésor royal ! (en)          | Drapeau de la Corée du Sud                      | Kim Jeong-hoon        | 1 339 242               |
| 20     | Les Bonnes Étoiles                                   | Drapeau de la Corée du Sud                      | Hirokazu Kore-eda     | 1 261 131               |
| 21     | Les Animaux fantastiques : Les Secrets de Dumbledore | Drapeau du Royaume-Uni · Drapeau des États-Unis | David Yates           | 1 195 441               |
| 22     | Life Is Beautiful (en)                               | Drapeau de la Corée du Sud                      | Choi Kook-hee         | 1 171 602               |
| 23     | Even If This Love Disappears From the World Tonight  | Drapeau du Japon                                | Takahiro Miki         | 1 071 738               |

## Box-office par semaine
| #  | Date de fin       | Film no 1                                            | Pays                                            | Entrées   |
| -- | ----------------- | ---------------------------------------------------- | ----------------------------------------------- | --------- |
| 1  | 9 janvier 2022    | Spider-Man: No Way Home                              | Drapeau des États-Unis                          | 524 981   |
| 2  | 16 janvier 2022   | Spider-Man: No Way Home                              | Drapeau des États-Unis                          | 298 727   |
| 3  | 23 janvier 2022   | Spider-Man: No Way Home                              | Drapeau des États-Unis                          | 270 182   |
| 4  | 30 janvier 2022   | The Pirates : À nous le trésor royal ! (en)          | Drapeau de la Corée du Sud                      | 475 574   |
| 5  | 6 février 2022    | The Pirates : À nous le trésor royal ! (en)          | Drapeau de la Corée du Sud                      | 592 668   |
| 6  | 13 février 2022   | Mort sur le Nil                                      | Drapeau des États-Unis · Drapeau du Royaume-Uni | 140 771   |
| 7  | 20 février 2022   | Uncharted                                            | Drapeau des États-Unis                          | 365 089   |
| 8  | 27 février 2022   | Uncharted                                            | Drapeau des États-Unis                          | 222 872   |
| 9  | 6 mars 2022       | The Batman                                           | Drapeau des États-Unis                          | 500 652   |
| 10 | 13 mars 2022      | In Our Prime (en)                                    | Drapeau de la Corée du Sud                      | 235 410   |
| 11 | 20 mars 2022      | In Our Prime (en)                                    | Drapeau de la Corée du Sud                      | 140 077   |
| 12 | 27 mars 2022      | Hot Blooded (en)                                     | Drapeau de la Corée du Sud                      | 216 526   |
| 13 | 3 avril 2022      | Morbius                                              | Drapeau des États-Unis                          | 312 108   |
| 14 | 10 avril 2022     | Sonic 2, le film                                     | Drapeau des États-Unis                          | 129 538   |
| 15 | 17 avril 2022     | Les Animaux fantastiques : Les Secrets de Dumbledore | Drapeau du Royaume-Uni · Drapeau des États-Unis | 475 898   |
| 16 | 24 avril 2022     | Les Animaux fantastiques : Les Secrets de Dumbledore | Drapeau du Royaume-Uni · Drapeau des États-Unis | 292 841   |
| 17 | 1er mai 2022      | Les Animaux fantastiques : Les Secrets de Dumbledore | Drapeau du Royaume-Uni · Drapeau des États-Unis | 306 485   |
| 18 | 8 mai 2022        | Doctor Strange in the Multiverse of Madness          | Drapeau des États-Unis                          | 3 497 375 |
| 19 | 15 mai 2022       | Doctor Strange in the Multiverse of Madness          | Drapeau des États-Unis                          | 1 409 128 |
| 20 | 22 mai 2022       | The Roundup                                          | Drapeau de la Corée du Sud                      | 3 367 752 |
| 21 | 29 mai 2022       | The Roundup                                          | Drapeau de la Corée du Sud                      | 2 996 025 |
| 22 | 5 juin 2022       | The Roundup                                          | Drapeau de la Corée du Sud                      | 2 321 801 |
| 23 | 12 juin 2022      | The Roundup                                          | Drapeau de la Corée du Sud                      | 1 635 237 |
| 24 | 19 juin 2022      | The Witch: Part 2. The Other One                     | Drapeau de la Corée du Sud                      | 1 454 114 |
| 25 | 26 juin 2022      | Top Gun: Maverick                                    | Drapeau des États-Unis                          | 1 461 559 |
| 26 | 3 juillet 2022    | Top Gun: Maverick                                    | Drapeau des États-Unis                          | 1 802 728 |
| 27 | 10 juillet 2022   | Thor: Love and Thunder                               | Drapeau des États-Unis                          | 1 764 033 |
| 28 | 17 juillet 2022   | Top Gun: Maverick                                    | Drapeau des États-Unis                          | 1 080 303 |
| 29 | 26 juillet 2022   | Alienoid                                             | Drapeau de la Corée du Sud                      | 910 596   |
| 30 | 31 juillet 2022   | Hansan : La Bataille du dragon                       | Drapeau de la Corée du Sud                      | 2 262 891 |
| 31 | 7 aout 2022       | Hansan : La Bataille du dragon                       | Drapeau de la Corée du Sud                      | 2 328 373 |
| 32 | 14 aout 2022      | Hunt                                                 | Drapeau de la Corée du Sud                      | 1 495 002 |
| 33 | 21 aout 2022      | Hunt                                                 | Drapeau de la Corée du Sud                      | 1 530 559 |
| 34 | 28 aout 2022      | Hunt                                                 | Drapeau de la Corée du Sud                      | 677 938   |
| 35 | 4 septembre 2022  | 6/45 (en)                                            | Drapeau de la Corée du Sud                      | 655 497   |
| 36 | 11 septembre 2022 | Confidential Assignment 2 : International (en)       | Drapeau de la Corée du Sud                      | 2 604 428 |
| 37 | 18 septembre 2022 | Confidential Assignment 2 : International (en)       | Drapeau de la Corée du Sud                      | 2 121 192 |
| 38 | 25 septembre 2022 | Confidential Assignment 2 : International (en)       | Drapeau de la Corée du Sud                      | 823 052   |
| 39 | 2 octobre 2022    | Confidential Assignment 2 : International (en)       | Drapeau de la Corée du Sud                      | 524 654   |
| 40 | 12 octobre 2022   | Confidential Assignment 2 : International (en)       | Drapeau de la Corée du Sud                      | 445 758   |
| 41 | 16 octobre 2022   | Life is beautiful (en)                               | Drapeau de la Corée du Sud                      | 247 734   |
| 42 | 23 octobre 2022   | Black Adam                                           | Drapeau des États-Unis                          | 427 964   |
| 43 | 30 octobre 2022   | Confession (en)                                      | Drapeau de la Corée du Sud                      | 248 019   |
| 44 | 6 novembre 2022   | Confession (en)                                      | Drapeau de la Corée du Sud                      | 282 992   |
| 45 | 13 novembre 2022  | Black Panther: Wakanda Forever                       | Drapeau des États-Unis                          | 1 086 853 |
| 46 | 20 novembre 2022  | Black Panther: Wakanda Forever                       | Drapeau des États-Unis                          | 644 212   |
| 47 | 27 novembre 2022  | The Night Owl                                        | Drapeau de la Corée du Sud                      | 810 591   |
| 48 | 4 décembre 2022   | The Night Owl                                        | Drapeau de la Corée du Sud                      | 945 960   |
| 49 | 11 décembre 2022  | The Night Owl                                        | Drapeau de la Corée du Sud                      | 756 842   |
| 50 | 18 décembre 2022  | Avatar : La Voie de l'eau                            | Drapeau des États-Unis                          | 2 680 163 |
| 51 | 25 décembre 2022  | Avatar : La Voie de l'eau                            | Drapeau des États-Unis                          | 2 894 459 |
| 52 | 25 décembre 2022  | Avatar : La Voie de l'eau                            | Drapeau des États-Unis                          | 2 167 310 |

## Classements complémentaires
- Liste des plus gros succès du box-office en Corée du Sud